# Pont John F. Kennedy
Le pont John F. Kennedy est un pont routier enjambant la Meuse à Maastricht. En 1968, le pont est nommé d'après l'ancien président américain John F. Kennedy, assassiné en 1963. Il fut officiellement inauguré par le prince Claus.

## Description
Le pont fait partie de la N278 et de la rocade sud (Randweg-Zuid). La route a deux voies par direction et une piste cyclable et piétonne séparée. Le 20 novembre 2012, la limite de vitesse sur le pont est descendue de 70 km/h à 50 km/h. La vitesse sur le pont a été réduite afin d'améliorer la circulation et la sécurité des cyclistes. Le pont relie la rive ouest de la Meuse au niveau du Prins Bisschopsingel et sur la rive est au niveau de la John F. Kennedysingel. Sur la rive ouest, le pont se scinde en deux sorties, dont l'une forme deux boucles décrivant un virage à 360 degrés.
Pour sa construction, une grande partie du parc municipal a dû disparaître.

## Sources
- (nl) Cet article est partiellement ou en totalité issu de l’article de Wikipédia en néerlandais intitulé « John F. Kennedybrug » (voir la liste des auteurs).